# H–25
A H–25 földi célok elleni rakéta, melyet a Szovjetunióban fejlesztettek ki, a korábbi H–23 rakéta leváltására. A rakéta a legtöbb szovjet gyártású vadászbombázóról bevethető. Legelterjedtebb, H–25M változata moduláris felépítésű, többféle irányítórendszerrel gyártják.